# Klejicha hedvábná

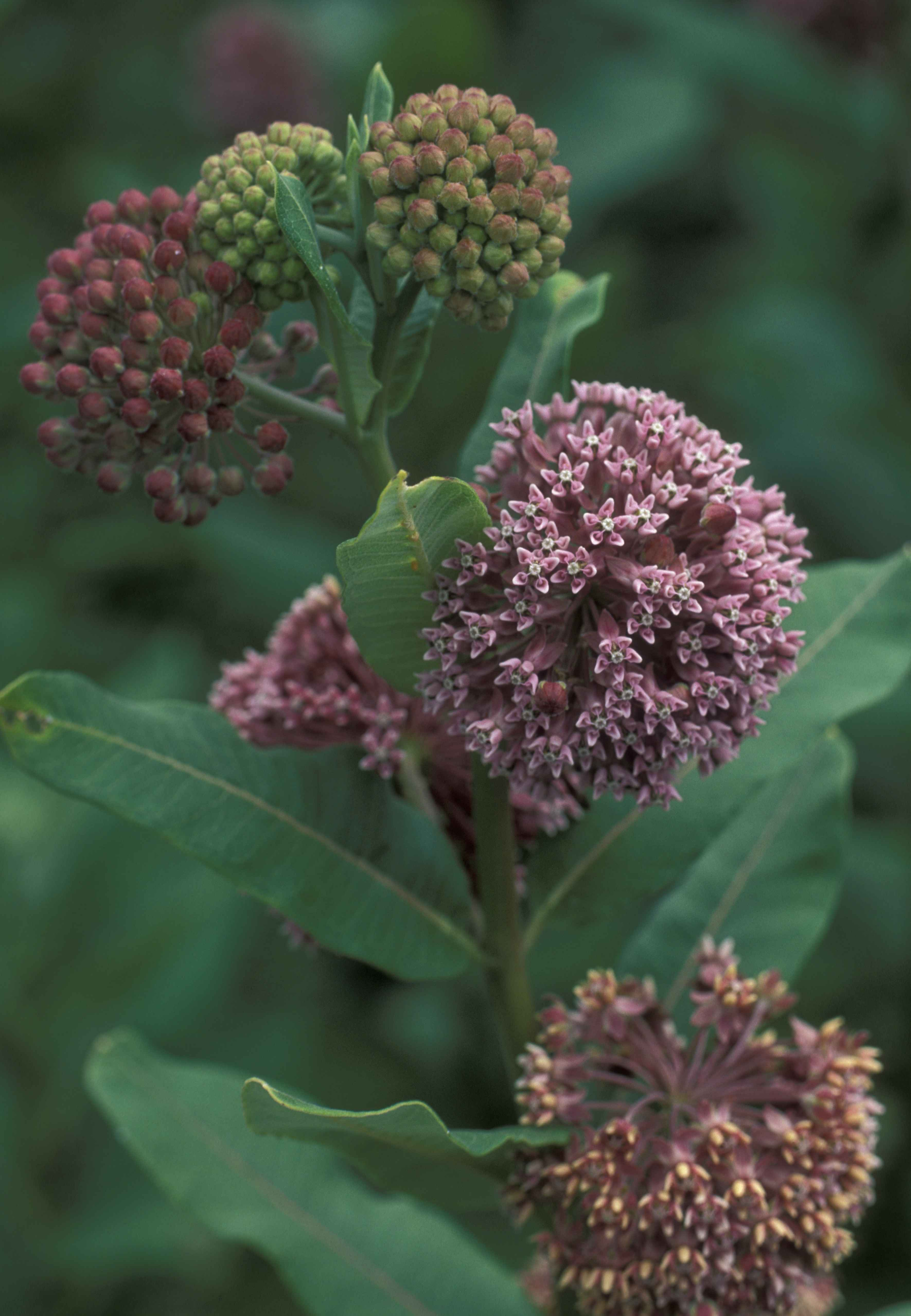
Květenství klejichy hedvábné

Klejicha hedvábná (Asclepias syriaca) je vysoká, nenáročná, fialově kvetoucí a silně vonící bylina. Pochází ze Severní Ameriky a roste zdomácněle i v České republice. Je po staletí pěstována jako zahradní okrasná rostlina, leckde zplaněla do volné přírody a stal se z ní nevítaný invazní plevel.

## Rozšíření
Pochází z teplých oblastí Severní Ameriky, odkud byla tato okrasná rostlina introdukována do mnoha zemí. Ve své domovině byla spíše využívána pro chmýří na semenech jako textilní rostlina, obdobně jako bavlník. Její druhové jméno syriaca chybně stanovil Linné v domnění, že rostlina pochází z oblastí okolo Sýrie.
Na území dnešního Česka se pěstovala již v 18. století, např. rostla v zámeckém parku v Lánech. V současnosti se vyskytuje v teplejších oblastech Čech v Polabí a na Moravě na Hané a v okolí Znojma a Břeclavi. Je považována za invazní rostlinu a zařazena na seznam invazních nepůvodních druhů s významným dopadem na Unii. Ve volné přírodě současné ČR byla prvně zaznamenána v roce 1901.

## Ekologie
Klejiše hedvábné nejlépe vyhovují teplejší a vlhčí stanoviště nacházející se na písčitých půdách a na místech pozměňovaných lidskou činností, na rumištích, okolo plotů, na železničních náspech, v příkopech podél cest i v polních kulturách. Během vegetace snáší i déletrvající sucho. Je silně konkurenčně schopnou rostlinou, tato vlastnost je umocněná vylučováním alelopatických látek které brzdí růst okolních rostlin. Vzchází poměrně pozdě na jaře, kvete v červnu až srpnu a semena dozrávají v srpnu a září.

## Popis
Vytrvalá, opadavá, hluboko kořenící rostlina s přímou, nevětvenou lodyhu dorůstající do výše 1 až 2 m. Dutá lodyha, vyrůstající z plazivého oddenku, je téměř oblá, jemně chlupatá a porostlá protistojnými nebo přeslenitými listy s krátkými řapíky. Mají podlouhle vejčité čepele dlouhé 15 až 20 cm a široké 5 až 10 cm, na bázi okrouhlé, na vrcholu ostře zakončené a po obvodě celokrajné. Na horní straně jsou holé a na spodní jemně chlupaté. Při poranění rostlina bíle mléčí, uvolňuje latex.
Květenství jsou polokulovité, mírně svěšené lichookolíky vyrůstající z úžlabí listů. Okolíky mají stopky až 10 cm dlouhé, jejich obaly jsou trojúhelníkovité, vstřícně rostoucí listeny. Květenství se skládají z asi 30 stopkatých, oboupohlavných, pětičetných, voňavých květů. Kalich má srostlé, nazpět ohnuté, úzce kopinaté lístky asi 3 mm dlouhé. Koruna s kratičkou trubkou má podlouhle vejčité, nazpět sklopené lístky dlouhé asi 7 mm, které jsou růžové, nafialovělé nebo bílé. V květu je gynostegium vzniklé srůstem tyčinek se semeníkem, to má nápadně vztyčené a dužnaté výrůstky připomínající pakorunku. Mezi prašníky jsou hnědé žlázky spojující lepkavou hmotou dvě brylky ze sousedních prašníků. Květy rozkvétají v červnu a červenci a jsou oblíbených zdrojem nektaru pro včely a motýly.
Plod je podlouhlý, vejčitý, zahrocený, vícesemenný měchýřek s nafouklým oplodím. Měchýřek, pokrytý ve více řadách krátkými a řídkými ostny, je asi 10 cm dlouhý a 3 cm široký a ve zralostí se otvírá břišním švem. Obsahuje světle hnědá, vejčitá, zploštělá, asi 8 mm velká křídlatá semena s olejnatým endospermem. Semena mají dlouhý a hustý chochol hedvábných chlupů, která usnadňují jejich roznášení větrem a šíření na větší vzdálenosti. K rozšiřování druhu do blízkého okolí slouží plazivé, dužnaté, asi 2 cm tlusté oddenky, jimiž klejicha hedvábná vytváří rozsáhle kolonie.

## Význam
Dříve bývala tato rostlina v místech původu vysévána jako přadná, chmýr ze semen se používal jako náhrada bavlny, sloužil jako vycpávkový materiál do oblečení; měchýřky sloužily pro výrobu drobných ozdob. Byla také u včelařů oblíbenou medonosnou rostlinou. V současnosti je klejicha hedvábná pěstována hlavně pro voňavé květy, pro svou nenáročnost a vytrvalost je vysazována do parků a okrasných zahrad.
Nektar z květů tohoto druhu klejichy slouží jako potrava pro některé motýly a stejně tak i listy jsou spásány housenkami před zakuklením, nejznámější je monarcha stěhovavý. Obsažené toxické látky housenkám nevadí, ty jsou dokonce zabudovány i do těla dospělých motýlů, kteří varují před svými toxiny potenciální predátory pestrým zbarvením křídel.

## Toxicita
Nadzemní části byliny a hlavně oddenky obsahují hořké jedovaté glykosidy asclepiadin a vincetoxin. V minulosti byl kořen v malých dávkách používán v léčitelství proti zahlenění průdušek, při nekontrolovaném požití ale může způsobit zvracení nebo průjmy. Škodlivé je i bílé mléko (obsahující 2 % kaučuku) vytékající z poraněné rostliny, po potřísnění kůže způsobuje u citlivých osob alergické reakce. Rostlina je toxická také pro zvířata, kterým po spasení většího množství může způsobit zažívací problémy až zadušení.

## Galerie

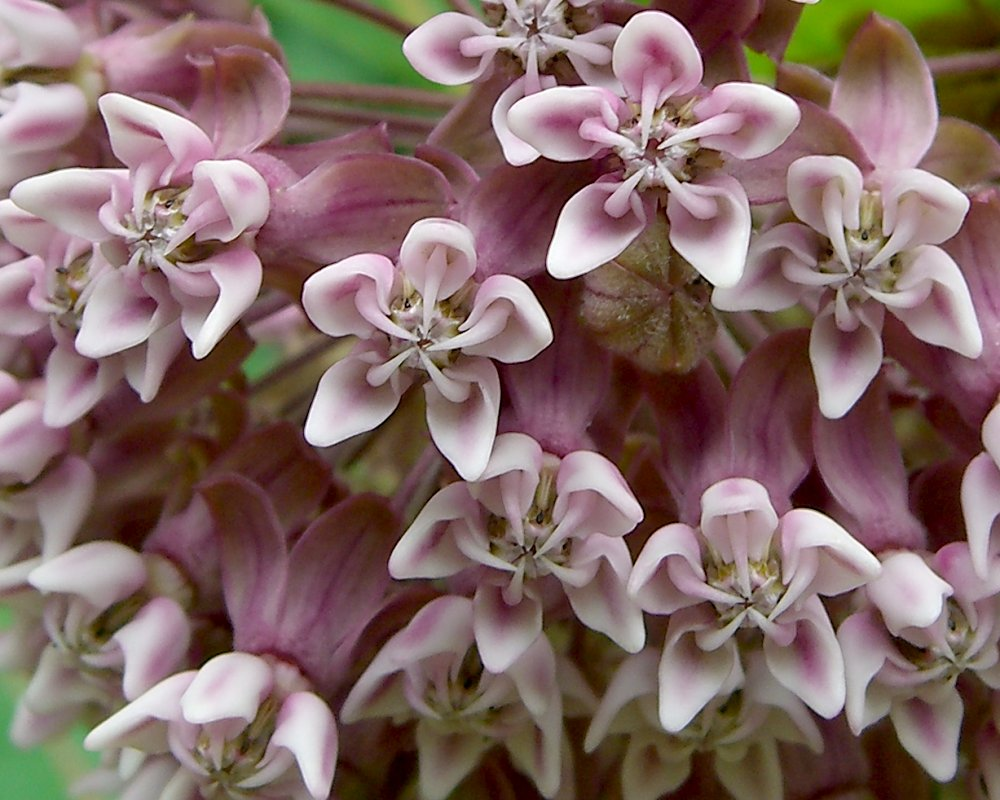
Květy
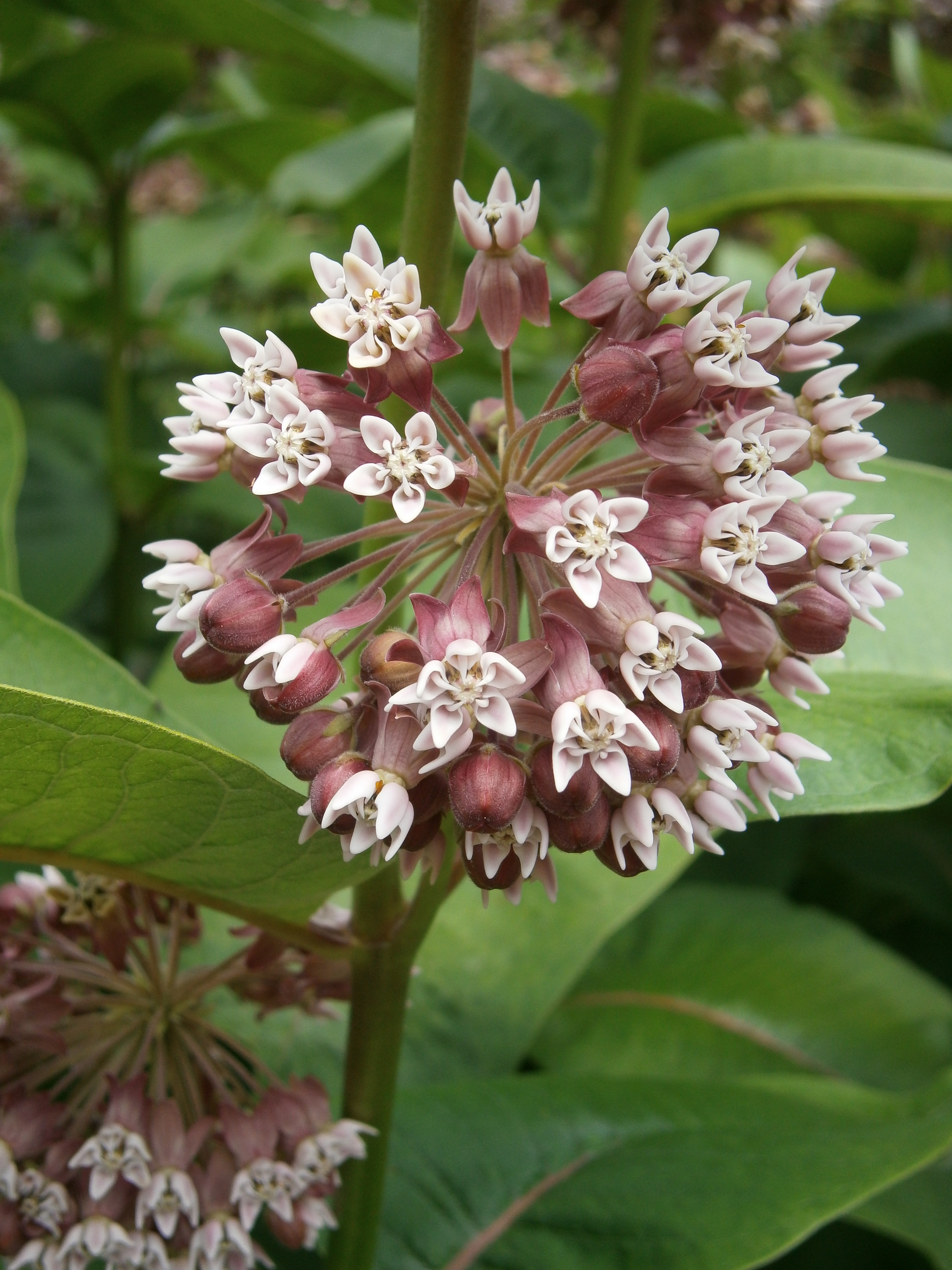
Rozkvetlé květenství
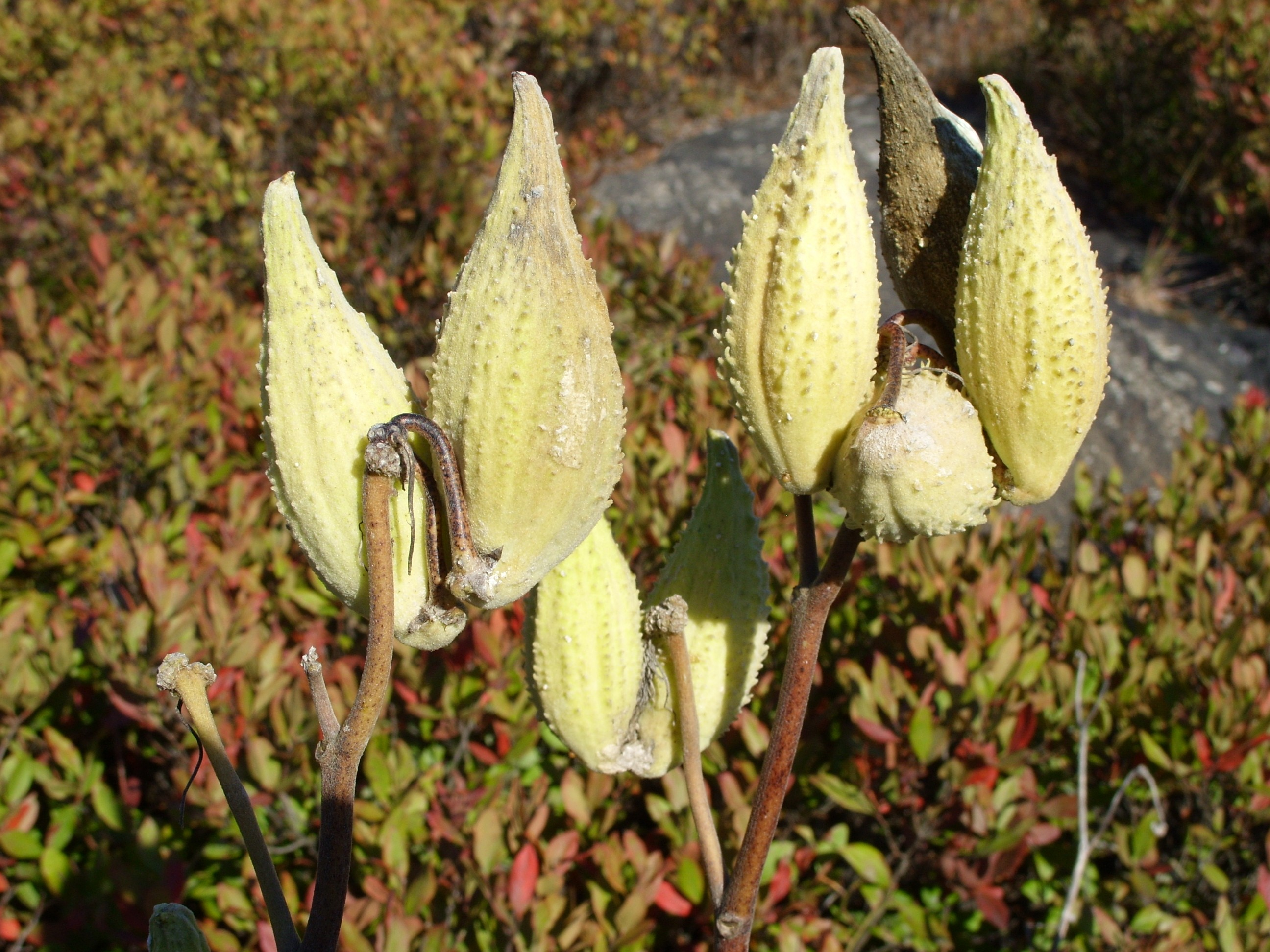
Zrající měchýřky
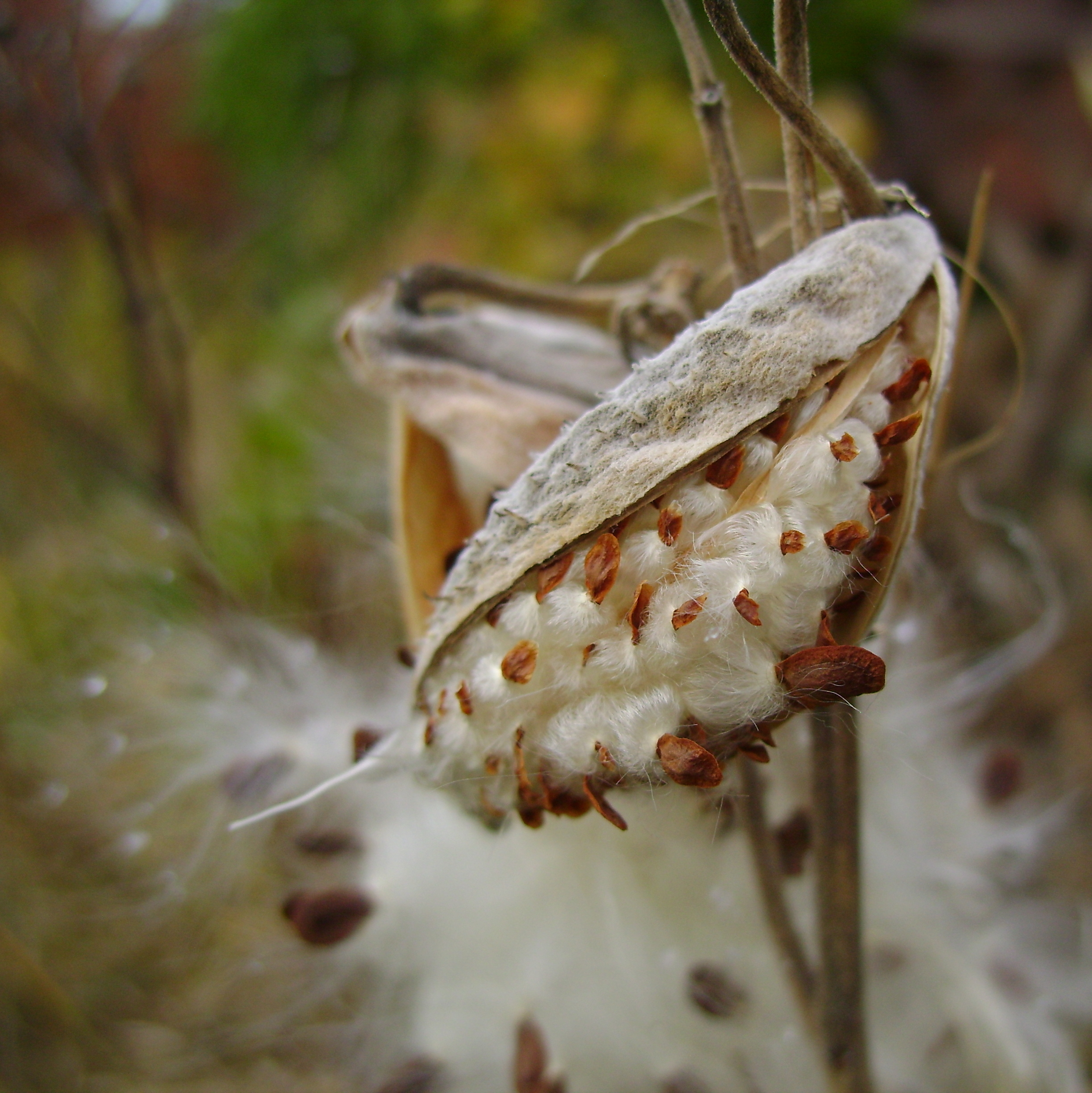
Zralá semena